# Zenillia seniorwhitei
Zenillia seniorwhitei là một loài ruồi trong họ Tachinidae.